# Patrick Lihanda
Patrick Lihanda (ur. 11 kwietnia 1962) – ugandyjski bokser, uczestnik Letnich Igrzysk Olimpijskich 1984 oraz Letnich Igrzysk Olimpijskich 1988.
W 1987 został mistrzem igrzysk afrykańskich w wadze średniej.